# Cazalrenoux
Cazalrenoux (okzitanisch: Casalrenos) ist eine Gemeinde mit 102 Einwohnern (Stand: 1. Januar 2022) im Westen des Départements Aude in der südfranzösischen Region Okzitanien (vor 2016: Languedoc-Roussillon). Die Gemeinde gehört zum Arrondissement Carcassonne und zum Kanton La Piège au Razès. Die Einwohner werden Calésiens genannt.

## Lage
Cazalrenoux etwa 33 Kilometer westlich von Carcassonne. Umgeben wird Cazalrenoux von den Nachbargemeinden Generville im Norden, La Cassaigne im Osten, Orsans im Südosten, Saint-Julien-de-Briola im Süden, Ribouisse im Südwesten und Westen sowie Gaja-la-Selve im Westen.

## Bevölkerungsentwicklung
| Jahr                       | 1962 | 1968 | 1975 | 1982 | 1990 | 1999 | 2006 | 2019 |
| Einwohner                  | 124  | 92   | 73   | 78   | 70   | 84   | 77   | 93   |
| Quellen: Cassini und INSEE |      |      |      |      |      |      |      |      |

## Sehenswürdigkeiten

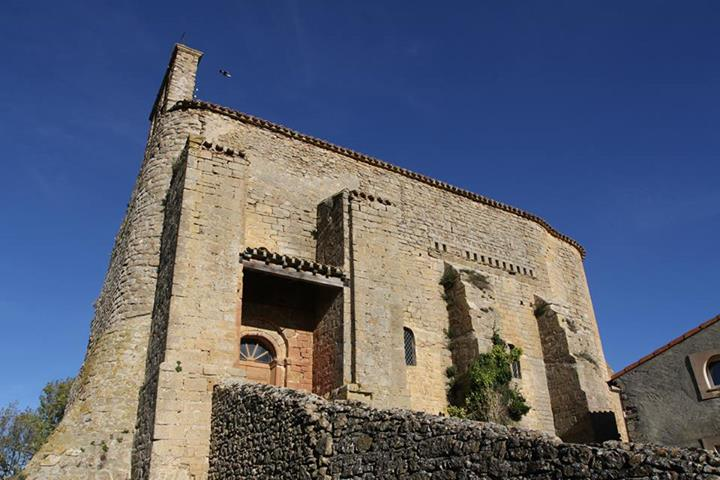
Kirche Notre-Dame

- Kirche Notre-Dame